# 焼酎
焼酎（）は、日本の蒸留酒。原料の違いで、米焼酎・麦焼酎・芋焼酎・黒糖焼酎・粕取り焼酎・そば焼酎・栗焼酎・泡盛など様々な種類がある。

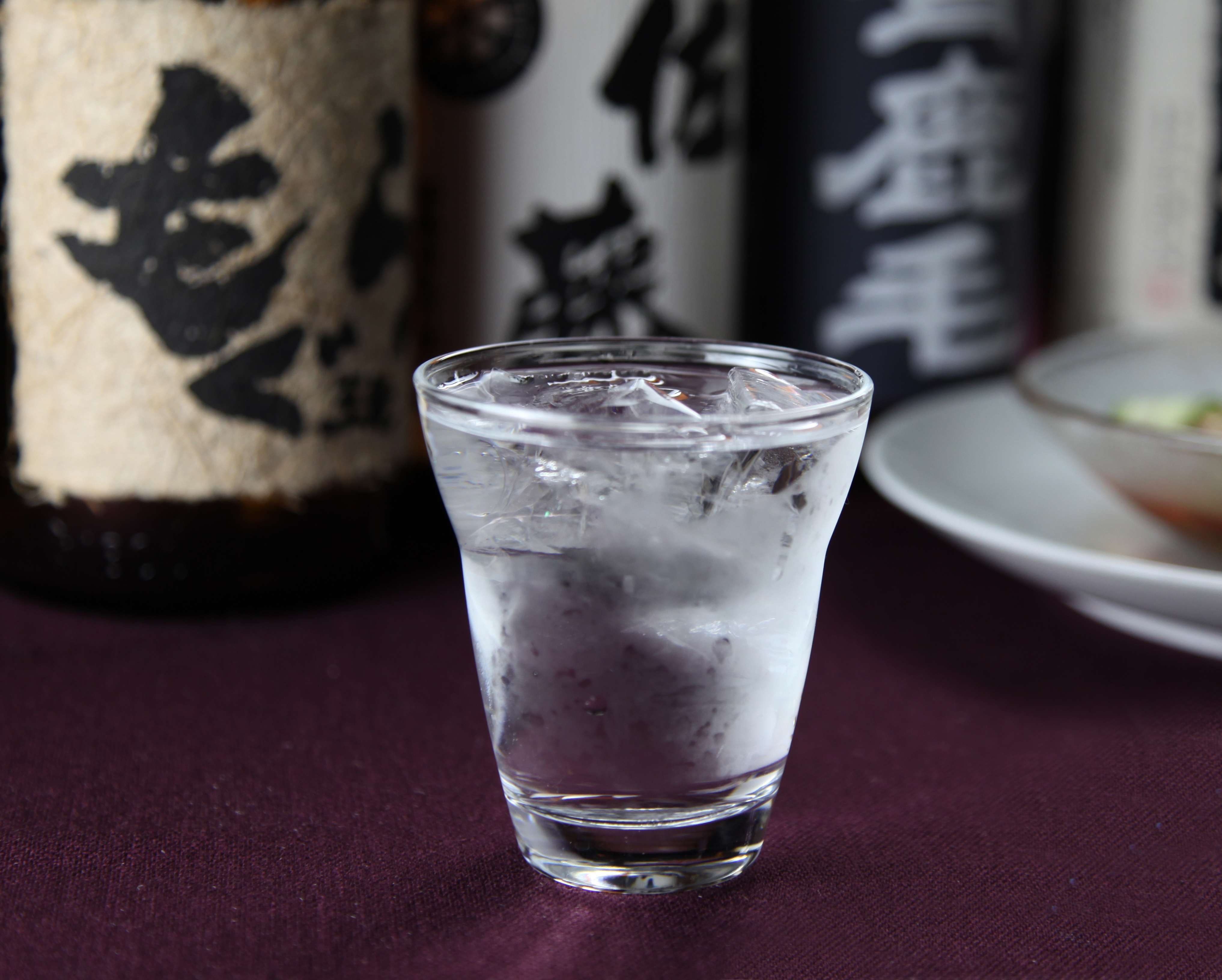
焼酎

日本で16世紀から製造され、1559年の大工が残した落書きが最古の記録とされている。17世紀後半より『童蒙酒造記』といった文献に残され、各地で製造された。南九州（宮崎県・鹿児島県・熊本県南部）を中心に製造が盛んである。また、長崎県の壱岐、東京都の伊豆諸島、沖縄県など、島嶼でも焼酎が製造されている。現代では海外にも輸出されている。現代の日本で製造される焼酎のアルコール度数は25%が多いが、第二次世界大戦直後に20%以下の酒税率を低くして密造焼酎の淘汰を図る政策をとった影響で20%の製品もある。2024年には「伝統的酒造り」がUNESCO無形文化遺産に登録された。
「酎」が2010年まで常用漢字に含まれていなかったため、法令その他の政府文書では「しょうちゅう」あるいは「しようちゆう」と平仮名表記になっていた。
かつては暑気払いに飲まれていたことから、夏（三夏）の季語である。

## 歴史

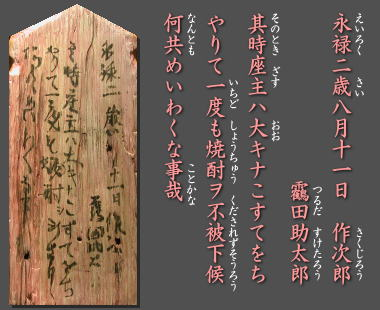
郡山八幡神社の焼酎落書き

日本の焼酎の起源は正確には分かっていないが、比較的有力な説は、シャム（現在のタイ王国）の蒸留酒ラオロンが琉球経由でもたらされたとするものである。明の陳侃による『使琉球録』（1534年）に「南蛮（南番）酒」のことが記されており、この南蛮酒は暹羅（タイ）から琉球へもたらされたものであり、醸法は中国の露酒であると記されている。露酒とは中国の蒸留酒のことである。
日本国内では文献記録で確認できる限り、少なくとも16世紀頃から焼酎が造られていたと見られている。例えば1546年に薩摩国に上陸したポルトガルの商人ジョルジェ・アルバレス（フランシスコ・ザビエルにヤジロウを紹介し訪日を促した人物）は、当時の日本人が米から作る蒸留酒（原文ではorraqua;オラーカ=アラビア語のアラクに由来するポルトガル語）を常飲していたことを記録に残している。
また、鹿児島県伊佐市の郡山八幡神社には、永禄2年（1559年）に補修が行われた際に大工が残した「けちな座主（施主）で、一度も焼酎をふるまってくれず、ガッカリした」という内容の落書きが1954年の解体修理で発見されており、焼酎の飲用と「焼酎」の呼称について日本国内に残存する最も古い文章となっている。
17世紀後半以降、『童蒙酒造記』『万金産業袋』などいくつもの文書に焼酎の製造法が記されている。それらから当時の焼酎は基本的に酒粕か変敗酒（品質劣化した清酒）を原料に、全国各地で作られていたことが分かる。また、粕取焼酎（かす取り焼酎）作りと稲作には密接な関係があり、酒粕は良い肥料となるが、そのままではアルコール濃度が高く使えないため、農民たちは酒粕を蒸留してアルコールを抽出した後に残った粕を肥料にした。
一方、鹿児島など日本酒作りに向かない地域では、各家庭で米や雑穀などを水で仕込んだ醪（もろみ）を発酵させ蒸留した醪取焼酎（もろみ取り焼酎）が作られた。18世紀以降、サツマイモの栽培が盛んになるとサツマイモと麹で醪を作った。醪取焼酎は雑菌の繁殖によって醪が腐敗するなどの難点があったが、20世紀まで技術的に改善されることはなかった。
その初期から明治時代中期に至るまでの焼酎は、製造に単式蒸留器を用いており、現代の法体系でいうところの「焼酎乙類」に限られていたが、明治28年頃にイギリスから連続式蒸留機が輸入され、高純度アルコールが安価に大量生産できるようになった。
明治43年に、連続式蒸留器で作られた製品を任意アルコール度数に和水したものを焼酎とすることが認められ、この製法のものが「新式焼酎」として広まり、対して在来の焼酎は「旧式焼酎」と呼ばれるようになる。最初の新式焼酎とされるのは、愛媛県宇和島に1907年に設立された日本酒精が1911年から干し芋を原材料として製造販売した「日の本焼酎」である。「日の本焼酎」は都市生活者やクセのある「旧式焼酎」に馴染めなかった層にヒットした。また品質と価格で従来の粕取り焼酎を圧倒し、それに目をつけた鈴木商店による日本酒精の買収が行われた。
大正時代初期、新式焼酎の流行と清酒の腐造によって全国各地で醪取焼酎が作られるようになったため、南九州の焼酎メーカーは市場を圧迫されていた。その一方で、近代焼酎の父と呼ばれる河内源一郎は、南九州での焼酎製造の歩留まりが悪く味も良くないのは、従来から日本酒や焼酎製造に使われてるニホンコウジカビ（黄麹、Aspergillus oryzae）が暑い南九州の気候に合ってないのではないかと考え、従来南九州より暑い沖縄での泡盛作りで使われており、明治34年に東京帝国大学の乾環（いぬいたまき）によって初めて分離に成功した、クエン酸生産能が高く雑菌の繁殖を抑制するアワモリコウジカビ (黒麹、Aspergillus luchuensis、旧称 Aspergillus awamori)を取り寄せ研究を続け、明治43年にこの黒麹の変種（旧称 Aspergillus awamori var. kawachii）の分離培養に成功していた。各焼酎メーカはこの黒麹の変種を本格導入し、二度仕込み法によって質と収量の向上を図ったことで、焼酎の製造の効率化と品質が飛躍的に発展した。また大正13年には黒麹から突然変異した白麹（Aspergillus luchuensis mut. kawachii、旧称 Aspergillus kwachii）の分離培養にも成功した。当初は評判の良い黒麹の変種に押されて製麹が難しい白麹の普及は進まなかったが、技術の進歩により白麹の強力な雑菌抑制力と蔵を黒く汚さない点が評価され、徐々に普及し、近代焼酎の飛躍的な発展につながった。河内が生み出した黒麹の変種や白麹、黄麹の改良型は、韓国焼酎（ソジュ）やマッコリの製造にも使われるようになり、河内の生みだした麹は現代のソジュやマッコリの製造の基礎ともなった。

## 日本の酒税法の定義
酒税法では「アルコール含有物を蒸留した酒類」のうち、以下の条件を満たす酒類を焼酎としている。
- 発芽した穀類を使用していない。（ウイスキーとの区別）
- 果実（なつめやしの実を除く）を使用していない。（ブランデーとの区別）
- 白樺の炭などで濾過していない。（ウォッカとの区別）
- 砂糖、糖蜜などを使用していない（黒糖焼酎を除く）。（ラムとの区別）
- 蒸留の際発生するアルコールに他の物品の成分を浸出させていない。（ジンとの区別）
- 蒸留時に別途定められている物品以外を添加しない。
- アルコール度数が連続式で36度未満、単式で45度以下である。

酒税法に原料、製法等の定義があり、アルコール度数は連続式蒸留焼酎で36度未満、単式蒸留焼酎（本格焼酎）で45度以下と定められている。日本国内では酒税法によって種別基準が定められており、連続式蒸留焼酎（旧甲類）と単式蒸留焼酎（旧乙類）に分けられている（2006年5月1日酒税法改正による）。大衆酒として広く飲用されてきた歴史があり、酒税は政策的に安くされていた。
1949年制定の酒税法では「新式焼酎」にあたる「焼酎甲類」と、在来焼酎にあたる「焼酎乙類」の区分が制定され、後にそれぞれ「連続式蒸留しょうちゅう」「単式蒸留しょうちゅう」と名称変更された。

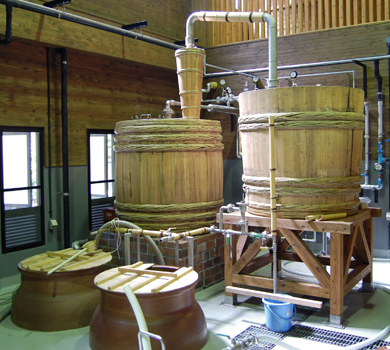
単式蒸留器（鹿児島県）

### 連続式蒸留焼酎（焼酎甲類）
一般に廃糖蜜や酒粕などを原料とした発酵液をもとに、連続式蒸留器で蒸留して高純度エタノールを生成し、これに加水したものである。
日本の税法上はアルコール度数36%未満。製法上、何度も蒸留を行うため、アルコール純度が高くなり、原料本来の風味が失われるため、味覚の個性は薄いが、製法の違いから飲み比べると違いが分かるという。甲類に該当する範囲内にてブレンド、熟成、蒸留回数、蒸留機、加水種類、原料、等で変化をつけることによって、ある程度の特徴的な風味を持つものも存在する。
低コストでの大量生産に適するため、大手企業によって量産され、それらの販売シェアが高い状況となっている。手を加えて飲まれることもあり、チューハイなどのベースや、リキュールの材料、或いはカクテルづくりの際に用いられたり、ジン・ウォッカなどの代用品として使用されたりすることもある。またこのような飲み方に合わせた製法の製品も販売されている。
梅酒などの果実酒づくりに用いられる「ホワイトリカー」もこの甲類焼酎であり、税法上では「連続式蒸留焼酎」表記の代わりに「ホワイトリカー(1)」と表記することも認められる。

### 単式蒸留焼酎（焼酎乙類）
米、麦などを原料とし、単式蒸留器で蒸留して造る焼酎である。
日本の税法上はアルコール度数45%以下。基本的に1回のみの蒸留のため、原料本来の風味や旨み成分が生きていることが特徴である。南九州地方が特産地として有名。
製造法の流れは以下の通りである。
1. 元の原材料（多くの場合は米ないしは麦）へ麹菌を生やし、麹をつくる。
2. タンクや甕に麹と水、酵母を加えて一次仕込みを行い、5日間ほど発酵させてもろみを造る（一次もろみ）。
3. 一次もろみの中へ主原料（掛原料）と水を加え2次仕込みを行い、8 - 10日間発酵させる（二次もろみ）。このとき投入した主原料で焼酎の冠表示ができる。主原料にサツマイモを使うと「芋焼酎」となる。
4. アルコールが生成された2次もろみを蒸留する。

近年、蒸留時に蒸留機内の気圧を低下させる減圧蒸留と呼ばれる手法が導入された。これに対して、蒸留機内を減圧しない伝統的な蒸留を常圧蒸留と呼ぶ。減圧蒸留では蒸留機内のエタノールの沸点温度が低下し、低温での蒸留が行われるため、フーゼル油などの成分をあまり含まず雑味の少ない蒸留液を得る。一方、常圧蒸留ではフーゼル油などを含む、クセの強い豊かな風味の蒸留液を得る。
産地の南九州では、お湯割りで飲まれることが多い。お湯割りは、酒杯に先に湯を入れ、後から焼酎を静かに加えて作る。こうすると対流が発生し、自然に混ざった状態となる。先に焼酎と水を合わせておき、一日もしくは数日おいて馴染ませたものを黒ぢょか等の酒器にて燗をして飲むこともある。
旧酒税法が制定された1940年以来、単式蒸留焼酎（乙種）は酒税の保全や過当競争防止等の理由にて麦・米・さつまいも・そばの主要4品種については新規製造免許を認めない方針によって、製造の新規参入ができない状態が長らく続いていたが、構造改革の一環として国税庁が2005年に規制緩和の見解を示し、一部地域・条件付きながら2006年以降に新規免許が認められる事となった。
税法上では「単式蒸留焼酎」表記の代わりに「焼酎乙類」「ホワイトリカー(2)」と表記することも認められている。また後述するように、焼酎甲類に対して劣るという誤解を避けるために本格焼酎という呼称も用いられる。
近年では、原料にコーンスターチなどを用いた低価格の乙類焼酎、（果実酒用の）乙類の「ホワイトリカー」も登場している。

#### 未納税移出
単式蒸留焼酎の世界では未納税移出、いわゆる「桶買い」「桶売り」という制度がよく使われている。これは同一の酒類製造免許をもつ事業者同士で生産した酒類をやり取りする場合には酒税がかからないという制度を利用したもので、清酒の世界でもよく行われている。単式蒸留焼酎業界では大分県の大手麦焼酎メーカーが鹿児島や宮崎の芋焼酎メーカーの閑散期に麦焼酎の生産を委託することが多い。
この制度があるため、単式蒸留焼酎製造メーカーの統計を見ると生産量と出荷量と実際にそのメーカーのブランドで販売された量が異なっていることがある。このことから国税庁の資料では出荷量や生産量ではなく、あくまで税金がかかる出荷をした場合の数量、すなわち課税移出数量で統計を管理している。マスメディアなどで「出荷量」という場合には未納税移出数量を含んだ「実出荷量」と未納税移出数量を除いた「課税移出数量」を混同して報道しているケースがあるので注意が必要である。

### 混和焼酎
甲類と乙類を混和したものである。甲類と乙類のどちらが多いかで呼び名が異なる。乙類を50%以上95%未満混和したものを「乙甲混和焼酎」、乙類を5%以上50%未満混和したものを「甲乙混和焼酎」と呼ぶ。
以前は本格焼酎と紛らわしい表示がされたり、混和率などの情報が表示されなかった商品もあったが、業界内で混和焼酎の表示に関する自主基準を設けて、2005年（平成17年）1月1日から実施している。
初期の「新式焼酎」はアルコールに加水し粕取り焼酎をブレンドしていた。

#### 乙甲混和焼酎
乙類100%では匂いが強いなどの理由で飲みにくいと敬遠されることがあるため、これらを和らげるために用いられる。飲みやすさへの志向が強い。三種類以上の酒を混和することもある。

#### 甲乙混和焼酎
安価な甲類の利点を活かしながら、乙類の風味を加えることで安価で風味のある製品を作ることができる。価格への志向が強い大手メーカーから多くの銘柄が出荷され、1800ml、900ml、200mlなどのパックが店頭に並んでいる。

### その他の焼酎
上記の焼酎のほか、近年は日本各地で様々な原料を利用した焼酎が造られている。
- 一般的な主原料（糖蜜、麦などの穀類）以外を主原料に用いた甲類焼酎。
- 乙類焼酎で主原料に独自の原料を用いたもの[40]。そば焼酎はこの中でも抜きん出て成功した例と言える[40]。
- 一般的な既存の甲類・乙類焼酎または混和焼酎に、独自原料を一部使用したもの（シソ、茶、昆布、トマト、ゴマ、牛乳などの焼酎）[40]。

### 「初垂れ」と焼酎特区
前述の通り、日本法では焼酎のアルコール度数は45度以下であることが求められるが、実際には蒸留開始直後にはそれを上回り、最大で60度程度のアルコール度数の酒が生成される事が多く、これを俗に「初垂れ（はなたれ）」と呼ぶ。
初垂れは法規制上、通常そのままの状態では一般に販売することができないが（奄美黒糖焼酎などでは加水してアルコール度数を下げることで販売している）、一部の地域ではこれをそのまま販売可能にするため国家戦略特区としての認可を取得し、一定の条件下で販売を行っている。代表的な地域として青ヶ島の「青酎特区」がある。

## 乙類の種類
焼酎乙類は一次発酵・二次発酵を経て作られたもろみを蒸留して製造されるものが主流を占めており、粕取り焼酎は1000klに満たない。
近年では蒸留技術やバイオテクノロジーの進歩により様々な種類の焼酎が造られている。

### 米焼酎
日本酒同様、米を原料とする。味はやや濃厚。
主要生産地は熊本県南部の人吉盆地（人吉・球磨地方）で、28の蔵元がひしめく。人吉盆地で生産される米焼酎は特に「球磨焼酎」とよばれ、世界貿易機関のTRIPS協定に基づく産地表示の保護指定を受けている。また、2006年には地域団体商標として登録されている。香りや味わいは日本酒に近くフルーティで、減圧蒸留の普及もあって初心者にも受け入れやすい焼酎である。
この他、日本酒の名産地（秋田県、新潟県等）でも米焼酎が生産されている。

### 麦焼酎
ムギ、多くはオオムギを主原料とする。一般に米焼酎より癖が少なく、飲みやすいと言われる。
元々は長崎県壱岐で生産され始めたのが最初である。「壱岐焼酎」は世界貿易機関のTRIPS協定に基づく産地表示の保護指定を受けている。壱岐焼酎は米麹に麦を掛け合わせている。
麦焼酎は1960年代まで焼酎の中ではメジャーな存在ではなかったが、東京農業大学の柳田藤治によってイオン交換濾過法を麦焼酎へ応用する手法が開発され、宮崎県の柳田酒造によって実際の使用方法が確立すると多くの麦焼酎メーカーがイオン交換濾過法を導入することとなった。
その後、1960年代後半から大分県で生産されている麦麹に麦を掛け合わせる麦焼酎が日本各地で注目を浴び、現在では大分県も麦焼酎の一大産地となっている。なお、「大分麦焼酎」は地域団体商標として登録されている。

### 芋焼酎

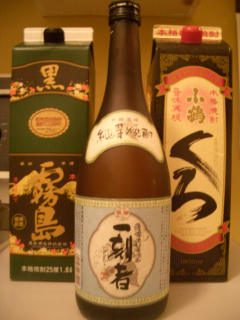
芋焼酎

江戸時代から南九州で広く栽培されているサツマイモを原料とした焼酎。宮崎県中南部や鹿児島県で広く飲まれている。使用される麹はほとんどが米麹。
味はかなり濃厚で、しばしば独特の臭みがあるため、好き嫌いが分かれると言われる。しかし、近年では、鮮度の良い芋を厳選し、臭みの元となる傷んだ部分やヘタなどを切り落としてから焼酎にするなどの努力がなされた結果、従来のような臭みは少なくなっている。ただ独特の臭みを好む人もいるため、銘柄によってはあえて臭みを残している。
サツマイモ100%焼酎は製造されたことがなかったが、1997年に国分酒造協業組合（現・国分酒造）が日本で初めてとなるサツマイモ100%焼酎を発売したことで、芋麹も一般化、現在では多くのメーカーがサツマイモ100%焼酎を発売している。
主産地は宮崎県と鹿児島県。他の産地として、薩摩出身の流人である丹宗庄右衛門が製法を持ち込んだ八丈島などが挙げられる。鹿児島で生産される「薩摩焼酎」は、世界貿易機関のTRIPS協定に基づく産地表示の保護指定を受けている。
現在では、焼き芋を原料とした「焼き芋焼酎」も作られるようになった。焼き芋に由来する甘い香りが特徴で、鳴門金時で知られる徳島県、宮崎県、鹿児島県などで製造されている。

### 黒糖焼酎

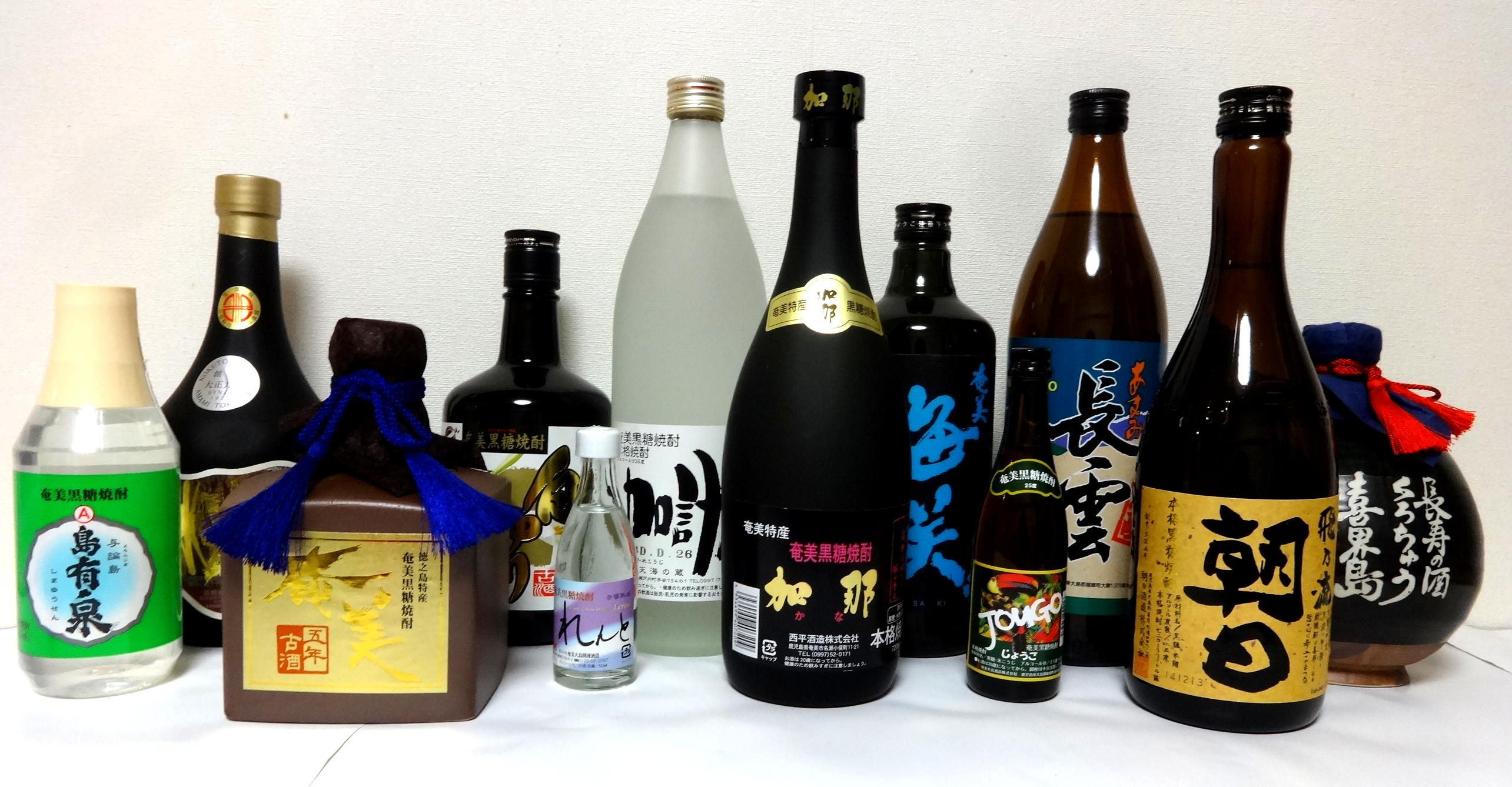
奄美黒糖焼酎

黒糖からつくられる。口当たりは比較的柔らかく、癖が少ない。焼酎となった後は糖分は含まれないため、原料から想像されるほどの甘味はないが、アルコールや黒糖由来の微量成分による甘味や甘い香りが感じられる銘柄もある。
主流は、白麹菌を使った米麹を甕で一次熟成し、黒糖液を加えて二次熟成した後、常圧蒸留したものである。もともとアルコール度数30度のものが主流であったが、現在は25度のものが最もよく流通し、次いで30度のものとなっている。
鹿児島県の奄美群島では江戸時代から第二次世界大戦前まで、泡盛や黒糖酒（黒砂糖原料の蒸留酒）が製造されていた。しかし戦中から戦後のアメリカ占領時代にかけて、米不足で泡盛の原料には事欠く一方、黒砂糖は日本本土に移出できず余剰だったことから黒糖酒が多く作られるようになった。
1953年、奄美群島の日本返還に伴い日本の税法を適用するにあたり、黒糖酒は既存の酒税法では「焼酎」として扱われず税率が高いことから、「焼酎」扱いを望む島民の要望もあり、取り扱いに関して議論がなされた。当時の大蔵省は地域振興策の一環として、米こうじ使用を条件に、熊本国税局大島税務署の管轄区域（奄美群島）に限って黒糖原料の焼酎製造を特認した。
以後、黒糖焼酎は奄美群島でしか製造できない特産品となり、地域団体商標の「奄美黒糖焼酎」となって現在に至っている。現在、奄美群島では泡盛は製造されていない反面、黒糖焼酎は奄美大島、喜界島、徳之島、沖永良部島、与論島という広範囲で製造されている。
通達により、奄美群島以外で製造された物は、同様の製法、度数で作ってもスピリッツの扱いとなっている。小笠原諸島においては、日本領土になった明治時代初期からサトウキビ栽培によって製糖業が盛んとなり、その過程で生じた副産物を発酵・蒸留した製法で、焼酎に類似する「糖酎」「泡酒」「蜜酒」と呼ばれた酒が戦前に製造されていた。戦時中の島民疎開により途絶えていたが、1989年（平成元年）になって村おこしの一環として小笠原村の役場・農協・商工会によってこれを扱う企業が設立され、その製法を模したラム酒が製造されている。税法上はスピリッツの扱いとなっている。

### そば焼酎
ソバを主原料として主に宮崎県北部で製造される焼酎。味わいは麦焼酎より更に軽く、癖が少ない。発祥は新しく、1973年、宮崎県西臼杵郡五ヶ瀬町の五ヶ瀬酒造（のちの雲海酒造）が、五ヶ瀬地方山間部の特産品であるソバを原料に取り上げ新たに開発した。したがって、宮崎県北部において発祥した焼酎だと言える。その後、1976年に同酒造会社が本格的に宮崎県外へも販路を広げてゆき、これにより、そば焼酎はより広く知られるようになった。結果、ソバの栽培が盛んな長野県や北海道でもそば焼酎の製造が行われるようになり、以後各地の焼酎メーカーで米や麦との混和タイプも含めて広く造られるようになった。そば屋においてそばをゆでたそば湯で割ったそば焼酎を提供している事例も多く見られる。ただし、そばアレルギーを持つ人はアレルギー症状が出る可能性があるので注意を要する。
このそば焼酎に使用されるソバの品種は、主にダッタンソバである。しかし、ソバだけを主原料として製造を行うのは比較的難しいため、しばしばコメなど他の焼酎の原料と混ぜた上で仕込みが行われ、製造が開始される。したがって、そば焼酎とは言っても、例えば、主原料としてソバとコメとが併用されている場合もあるのである。
それに対して、米麹こそ使用しているものの、それ以外は全量をソバだけで製造しているそば焼酎も存在する。なお、焼酎は全般にコメに麹菌を繁殖させた米麹が多く使用されており、これはそば焼酎においても例外ではない。しかし、ムギに麹菌を繁殖させた麦麹を使用したそば焼酎も見られる。
現在では、宝酒造が独自の技術により完全なソバ麹を作ることに成功し、ソバ100%の「十割（とわり）」を発売している。

### 栗焼酎
栗の実を主原料とする焼酎。栗の香りとまろやかでほのかな甘みがあるのど越しが特徴。
1976年、宮崎県延岡市の佐藤焼酎製造場が地元産である栗を原料に用い栗焼酎「くり焼酎三代の松」を発売。その後、兵庫県や京都府、また愛媛県など各地で作られるようになった。

### ジャガイモ焼酎
ジャガイモはでんぷん原料となることからアルコール製造に利用でき、大正時代以降、北海道等で甲類焼酎の原料に利用され始めたが、乙類焼酎の製造に活用されたのは遥かに後年のことであった。1979年4月に、北海道斜里郡清里町の清里町焼酎醸造事業所が、日本で最初のジャガイモ焼酎・清里焼酎を製造販売した。以後、北海道の多くの焼酎メーカーがジャガイモ焼酎に参入し、近年、北海道ではジャガイモ焼酎の生産が広く行われるようになっている。また、長崎県でも特産品としてジャガイモ焼酎を製造している酒蔵がある。
サツマイモで作る芋焼酎と比べ癖が少なく飲みやすいものから、独特の青臭い香りの強いものまである。

### トウモロコシ焼酎
高千穂酒造ではトウモロコシとトウモロコシ麹を使用した焼酎を樽で熟成した本格焼酎を販売している。

### 泡盛

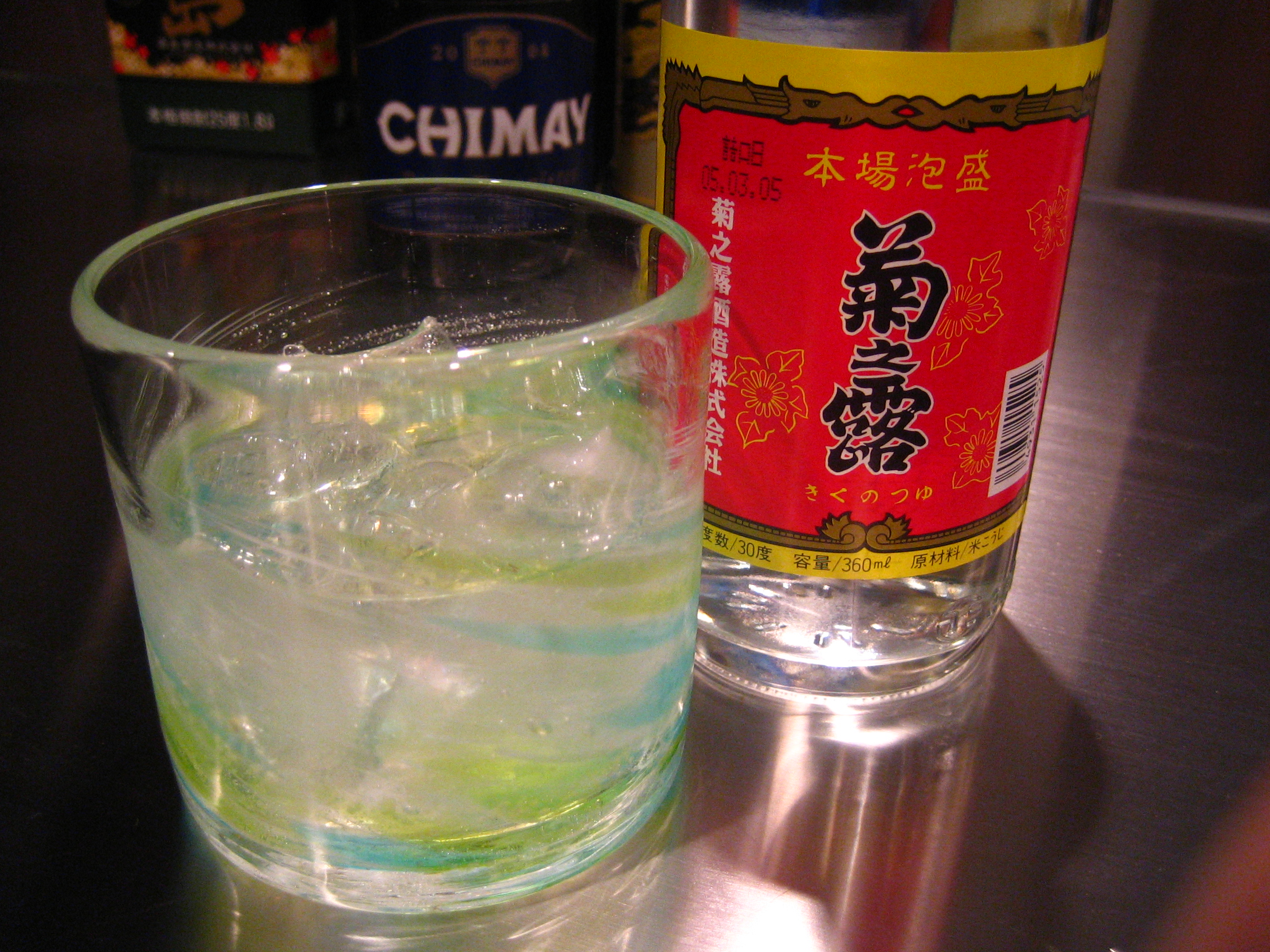
泡盛のグラス

沖縄県特産の蒸留酒である泡盛は米麹のみを原料としており、その製法は一般的な焼酎と差異があるものの、税法上は単式蒸留焼酎の範疇に入れられている。
法制上、泡盛自体は日本全国で製造することができるが、「琉球泡盛」という表示は世界貿易機関(WTO)の知的所有権の貿易関連の側面に関する協定（TRIPS協定）に基づいて、沖縄県産のみに認められている。

### 粕取り焼酎とカストリ

#### 粕取り焼酎
もろみ取り焼酎とは別の製法で、清酒かす（日本酒の酒粕）を蒸留して造られる「粕取り焼酎」と呼ばれる焼酎がある。粕取り焼酎は九州北部を中心に発達し、全国の清酒蔵で製造されている。江戸時代の本草書『本朝食鑑』に、「焼酒は新酒の粕を蒸籠で蒸留して取る」とあるように、清酒が醸造される地域で焼酎といえば粕取り焼酎のことであった。新しくできた酒粕をそのまま蒸留する方法と、籾殻（もみがら）を混ぜて通気性を確保してから蒸留する方法があり、前者は吟醸粕取焼酎、後者を正調粕取焼酎と呼んで区別している。貯蔵した酒粕を蒸留し早苗饗（さなぶり）という田植え後のお祭りで飲んだことから、別名「早苗饗焼酎」とも呼ばれる。蒸留した後の粕は田の肥料として使われていた。
初期には「新式焼酎」にブレンドされていたが、現在の混和焼酎には樽貯蔵した熟成酒など乙類が使われる。
独特の香りが敬遠されており、クセのない「新式焼酎」の登場によりシェアを奪われていった。
太平洋戦争後、カストリと混同されたこと、独特の香りが時代の嗜好に合わなかったことなどから需要が低迷し、粕取り焼酎の製造から撤退する蔵が相次いだ。また、かつては福岡県内を中心に粕取り焼酎専業の蔵も多くあったが、現在では米焼酎の製造を行うなど、専業蔵は消滅している。しかし、昨今の焼酎ブームにより、日本酒製造メーカーが粕取り焼酎に再び進出するケースが増えている。
その他の粕取焼酎の製造方法として、真空に近い減圧状態で酒粕にマイクロ波を当て、40℃程度の低温でアルコール分を抽出する方法や、米麹と水で一次もろみを立て、掛原料として酒粕を使用する方法もある。
梅酒をつける際にベースとなるアルコールやみりんの主原料としても使われた他、日本酒の仕上げ工程において中途で発酵を止め、防腐や辛口に仕上げる目的で用いられる柱焼酎として使われる場合も多かった。また、外傷の消毒薬としても用いられた。

#### カストリ

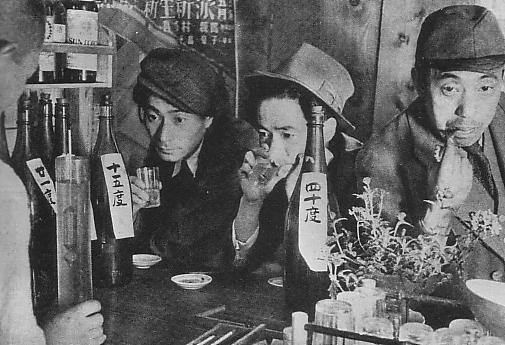
密造酒としてのカストリ酒を飲む人々（1947年撮影）。ラベルなしの酒瓶にはアルコール度数を記した札が付くが、中身とその材料・製法は不明。

カストリ酒、カストリとは、第二次世界大戦後の混乱期において出回った粗悪な密造焼酎に対する俗称である。
第二次世界大戦直後から食糧不足が深刻化し、酒造会社の多くも再建が進んでいなかったため酒類を製造する余裕などなかったが、庶民は気晴らしのため安価な酒を求めており、この需要に応える形で自然発生した。主にサツマイモや麦を原料にしていたが、素人があり合わせの道具と不確かな知識で製造しており、焼酎とは呼べない粗悪な密造酒であった。
闇市では、ラベルの無い不揃いの酒瓶に詰められた出所不明の「焼酎のような」アルコール飲料が取引され、屋台ではアルコール度数が低い物ならば庶民でも手が届くような価格で提供されていた。しかしサツマイモなどが使われていれば上等、アルコール度数が表記されていれば良心的な方で、とりあえずアルコールの臭気はあるが原料・度数とも不明という得体の知れない物が多く出回っていた。なんとか飲める味にするためホイスのような割り材も登場した。
甚だしい例では、酒類に転用されないようにエタノールに失明や中毒死の危険があるメタノールを加えた変性アルコールを使った闇酒もあった。変性アルコールは燃料・工業用であるため、公示価格が適用されず非課税で相対的に安価であり、沸点の違いを利用して販売前に加熱・蒸留してエタノールを分離するというアイディアだったが、実際には、素人が粗末な設備で蒸留した程度では思うように分留できなかった。これらの工業用アルコールを水で薄めた酒は「命散（メチール）酒」「バクダン」などと呼ばれたが、庶民は安価な酒を求めており、メタノールが混入しても味には変化が無いため、危険な密造酒を飲用し中毒事故が多発した。
これらの粗悪なアルコール飲料は、次第に「カストリ」と総称されるようになったため、一般にも「カストリ＝粗悪な蒸留酒」というイメージが定着した。その影響で、決して粗悪でない本来の粕取り焼酎まで、誤解によってイメージダウンした時期がある。
1953年の論考によれば、1947年9月末時点の日本国内における密造酒生産量は50万2,000klと推定され、同時期の正規製造場移出数量34万3,000klを大幅に上回っていた。密造酒の中で主流を占めていたのは焼酎であり、都市近郊で大規模な密造集落が形成されるにまで至った。密造検挙件数は1945年の8,510件から、1946年は11,686件、1947年には16,968件と年々増え続けており、当時の密造酒の氾濫ぶりがうかがわれる。
宮崎県の焼酎産業は、太平洋戦争終戦後、密造集落1カ所の存在で大きな影響を受けた特異な例である。
宮崎市内の大島地区（1978年以降の宮崎市波島）は戦時中に工業生産従事のため移住した沖縄・奄美諸島出身者が戦後も残留、生活の糧を得るため大規模な密造集落を形成し、一時は住民900戸中650戸が密造とその資材供給に従事していた。大島製の密造焼酎は原材料を宮崎県内でも入手しやすい芋焼酎で、いわゆるカストリ一般に比べれば良質であったという。密造焼酎に押され、宮崎税務署管内で酒造業者の半分が休廃業に追い込まれたほどで、大島への大規模な取締は1947-52年の間に15回も実施されている。
宮崎県においては、21世紀初頭に至るまで一般的な25度焼酎よりも度数が低い20度焼酎が広く普及しているが、これも国税庁が戦後の密造焼酎横行対策として、正規業者に税率を抑えて廉価とした20度焼酎の製造を認めた結果であった。
従来は20度焼酎を製造しても税制上限の25度焼酎と同額の課税がなされて不利益なため、正規焼酎に20度商品は存在しなかった。そこで1953年の酒税法改正に際し、政府は当時多く出回った18〜19度の密造焼酎に対抗できる価格で正規焼酎を流通させるため、20度焼酎に25度焼酎よりも割安な税率を設定する方針を提示し、同年の租税特別措置法において反映させたのである。
なお政府側から説明を行った当時大蔵省主税局長の渡邊喜久造（のち国税庁長官）は参議院大蔵委員会において「二十度焼酎がどんなものかいろいろ試飲して（中略）甲類のすつぱりした蒸溜にかけたものと比べていささか（中略）余り薄い感じが出まして、好んで飲まれるかどうかは疑問（中略）カストリのようなものが多少中に入るとか、雑味が入りますと飲めるというような姿のもの」と語っている。ここで渡邊の発言を速記記録した「カストリ」が、密造のカストリなのか、粕取り焼酎のことなのかは不明である。
派生した戦後混乱期を象徴する表現として、同時期、粗悪紙を用い扇情的な記事を満載して安直に売られた雑誌を指す「カストリ雑誌」という言葉も生まれた。黒澤明監督の映画『醉いどれ天使』など戦後の闇市を舞台とした文芸・映画作品等では、当時の世相を象徴するアイコンとしてカストリ酒が登場する。
なお日本酒においては、日中戦争時代から米不足や硬直的な税制の影響により金魚酒と呼ばれる加水しすぎた酒が出回っていた。

## 本格焼酎

### 「本格焼酎」とは

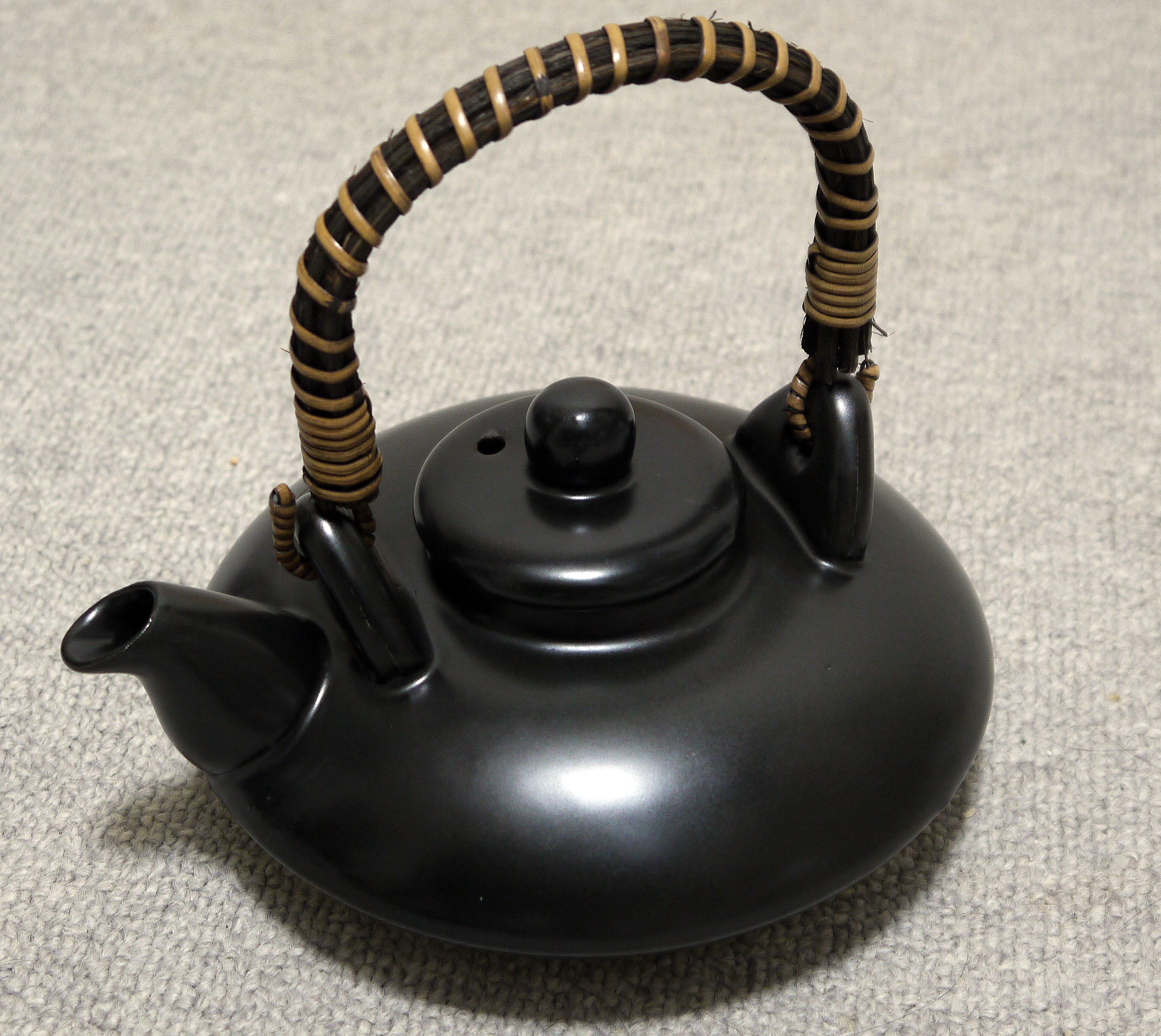
千代香（じょか）。千代香による熱燗では芳醇な味わいが楽しめる。

戦後1949年の酒税法で「甲類・乙類」の分類呼称が定められたが、通常甲乙の称は等級や順位でも使われる表現であるため、ややもすれば「乙類」が「甲類」に劣ると誤解されかねなかった。これを危惧した江夏順吉（当時の霧島酒造社長）が1957年に九州旧式焼酎協議会において「本格焼酎」という呼称を提唱、1971年（昭和46年）12月10日に「酒税の保全及び酒類業組合等に関する法律施行規則」（昭和28年大蔵省令第11号）が一部改正され「本格しようちゆう」と呼称・表記することが可能となった。
しかし、「本格焼酎」の呼称を用いる基準が必ずしも明確でなかったことから議論が生じ、その結果2002年11月1日に前述の省令の一部改正により基準が強化され、以下に掲げるアルコール含有物を蒸留したものでなければ本格焼酎と名乗ることはできなくなった。なお、単に「焼酎乙類」「単式蒸留焼酎」と表示するのであれば材料は制約されない。
- 穀類又はいも類、これらのこうじ及び水を原料として発酵させたもの
- 穀類のこうじ及び水を原料として発酵させたもの
- 清酒かす及び水を原料として発酵させたもの、清酒かす、米、米こうじ及び水を原料として発酵させたもの又は清酒かす
- 砂糖（政令に掲げるものに限る）、米こうじ及び水を原料として発酵させたもの（黒糖焼酎）
- 穀類又はいも類、これらのこうじ、水及び国税庁長官の指定する物品[1]を原料として発酵させたもの（その原料中国税庁長官の指定する物品の重量の合計が穀類及びいも類及びこれらのこうじの重量を超えないものに限る）

2018年時点、国税庁長官の指定する物品としては次の49種類が列記されており、本格焼酎として実際の商品化が行われている例も存在している。
あしたば、あずき、あまちゃづる、アロエ、ウーロン茶、梅の種、えのきたけ、おたねにんじん、かぼちゃ、牛乳、ぎんなん、くず粉、くまざさ、くり、グリーンピース、こならの実、ごま、こんぶ、サフラン、サボテン、しいたけ、しそ、大根、脱脂粉乳、たまねぎ、つのまた、つるつる、とちのきの実、トマト、なつめやしの実、にんじん、ねぎ、のり、ピーマン、ひしの実、ひまわりの種、ふきのとう、べにばな、ホエイパウダー、ほていあおい、またたび、抹茶、まてばしいの実、ゆりね、よもぎ、落花生、緑茶、れんこん、わかめ

### 本格焼酎ブーム
日本では、2003年頃から焼酎乙類を対象とする「本格焼酎ブーム」が起き、同年には焼酎類全体の出荷量が日本酒の出荷量を約50年ぶりに上回り、2004年には売上高もピークを迎えた。ブームに伴って、本格焼酎を専門に扱う焼酎バーも登場している。
ブームの影響によって、材料や製法にこだわった焼酎も盛んに市場へと送り出された。鹿児島で本格焼酎は1.8Lあたり1500円前後の商品が消費の中心であるが、より美味しい焼酎を望むニーズと、作り手のこだわりによって高価格で本格志向の焼酎も登場した。
しかし、少なからぬ弊害も生じた。ブームのピーク時には芋焼酎の原料となるサツマイモが市場に不足する深刻な問題が起きたほか、一部銘柄ではプレミアがつき、一本数万円などという値段が付けられるようになり「森伊蔵」については偽物が出回る事件にまで発展した。
本格焼酎需要急上昇に伴い、各地で焼酎の生産設備拡充や休止酒造場の再開、新規参入などが図られた。しかし2006年初頭からブームは沈静化、例えば帝国データバンク福岡支店は2006年の売上が2年連続で下落したことから焼酎ブームは去ったと分析し、ブームの反動・縮小による焼酎業界への悪影響を懸念しており、日本銀行鹿児島支店が2008年2月に公表した、今回の焼酎ブームについてまとめたリポートでは「今回のブームは終焉した」と指摘、「銘柄選別の時代に入った」と結論付けた。このような状況であったが一方で麦などから芋などへの素材に対する嗜好の広がりが起こったことにより、帝国データバンク福岡支店によると、焼酎メーカー上位50社の2008年1 - 12月の売上高合計は前年比3.8%増の3471億9500万円で、ピークの2004年を上回り、「過去最高」を記録するなどブームの底堅さも見せている。

## 日本国内での消費量
2018年（平成30年）度の日本国内における焼酎の課税数量は次のとおりである。比較として同年度の清酒課税数量も記載する。
| 分類           | 国産 (kl) | 輸入 (kl) | 計 (kl)   |
| -------------- | --------- | --------- | --------- |
| 連続式蒸留焼酎 | 330,275   | 40,928    | 371,203   |
| 単式蒸留焼酎   | 435,675   | 356       | 436,031   |
| 計             | 765,950   | 41,284    | 807,234   |
| (清酒)         | (487,234) | (29)      | (487,263) |

## 焼酎メーカー売上高ランキング
帝国データバンクの統計調査によると、2022年（令和3年）1月から12月までの焼酎売上高上位50社の売上高合計額は2,227億600万円で前年比7.8%減で、データ調整後に比較可能な2005年以降では過去最低を記録した。ただし上位50社のうち23社が増収で20億円以下の売り上げの企業に増収が多く10年ぶりに増収企業が20社を超え、税引き後当期純利益が判明した36社のうち黒字企業は30社であった。首位の霧島酒造は「黒霧島」のヒットで11年連続首位。上位50社の社数では鹿児島県が24社で首位、売上高では宮崎県が786億4200万円で首位であった、焼酎消費量は前年度比4.1％減の約69万5000キロリットルで確認できる2007年度以降最低であった。
なお本項では売上高上位20社までを記す。ただし焼酎部門の売上高比率が50%以下の企業は統計から除外されている。このためオエノンホールディングスはランキングから除外されている。また三和酒類は酒税や販促費を控除した金額を売上高として計上するように会計基準等の変更を行ったため、前年比41.4％減となった。
| 順位 | 社名         | 所在地   | 主要銘柄（※は甲類焼酎）            | 売上高 （百万円） |
| ---- | ------------ | -------- | ---------------------------------- | ----------------- |
| 1    | 霧島酒造     | 宮崎県   | 黒霧島、白霧島、赤霧島、茜霧島     | 58,437            |
| 2    | 三和酒類     | 大分県   | いいちこ、西の星                   | 25,045            |
| 3    | 雲海酒造     | 宮崎県   | 木挽BLUE、日向木挽、雲海、いいとも | 14,260            |
| 4    | 濵田酒造     | 鹿児島県 | 海童、だいやめ、隠し蔵             | 13,894            |
| 5    | 二階堂酒造   | 大分県   | 大分むぎ焼酎二階堂、吉四六         | 13,500            |
| 6    | 薩摩酒造     | 鹿児島県 | さつま白波、黒白波、神の河         | 7,700             |
| 7    | 若松酒造     | 鹿児島県 | 薩摩一、薩州麦、わか松             | 7,270             |
| 8    | 宮崎本店     | 三重県   | ※キンミヤ焼酎                      | 7,262             |
| 9    | 本坊酒造     | 鹿児島県 | 桜島、※宝星                        | 6,531             |
| 10   | 高橋酒造     | 熊本県   | 白岳、白岳しろ                     | 5,927             |
| 11   | 美峰酒造     | 群馬県   | ※司、上州むぎ焼酎                  | 4,382             |
| 12   | 大口酒造     | 鹿児島県 | 伊佐錦、黒伊佐錦                   | 4,019             |
| 13   | 神楽酒造     | 宮崎県   | ひむかのくろうま、天孫降臨、天照   | 3,082             |
| 14   | 鷹正宗       | 福岡県   | めちゃうま、ごりょんさん、ばっかい | 2,701             |
| 15   | 岩川醸造     | 鹿児島県 | おやっとさあ、ハイカラさんの焼酎   | 2,440             |
| 16   | 長島研醸     | 鹿児島県 | さつま島美人                       | 2,372             |
| 17   | 都城酒造     | 宮崎県   | あなたにひとめぼれ、みやこんじょ   | 2,288             |
| 18   | 三岳酒造     | 鹿児島県 | 三岳                               | 2,270             |
| 19   | 新平酒造     | 鹿児島   | 大金の霧、金計佐                   | 2,161             |
| 20   | 札幌酒精工業 | 北海道   | ※サッポロソフト、喜多里            | 2,128             |

## 日本国外での消費
海外ではカクテルの材料とされることが多く、輸出額は2018年で15億円。蒸留酒の国際品評会「インターナショナル・ワイン＆スピリッツ・コンペティション」（IWSC）には焼酎部門があり、蒸留酒についての教育機関WSETでも焼酎についての講義が行われている。